# Oman na Letnich Igrzyskach Olimpijskich 2024
Oman na Letnich Igrzyskach Olimpijskich 2024 – reprezentacja Omanu na Letnich Igrzyskach Olimpijskich 2024, które zostaną rozegrane w dniach 26 lipca – 11 sierpnia 2024 roku w Paryżu. W jej skład weszło czterech zawodników – trzech mężczyzna i jedna kobieta, którzy wystąpili w trzech dyscyplinach. Był to jedenasty występ tego kraju na letnich igrzyskach olimpijskich.

## Reprezentanci

### Lekkoatletyka
| Zawodnik             | Konkurencja | Eliminacje | Eliminacje | Repasaże | Repasaże | Półfinał | Półfinał | Finał | Finał   | Źródło |
| Zawodnik             | Konkurencja | Wynik      | Miejsce    | Wynik    | Miejsce  | Wynik    | Miejsce  | Wynik | Miejsce | Źródło |
| -------------------- | ----------- | ---------- | ---------- | -------- | -------- | -------- | -------- | ----- | ------- | ------ |
| Ali Anwar Al-Balushi | 100 m (m)   | —          | —          | 10,26    | 6.       | NQ       | NQ       | NQ    | NQ      | [ 1 ]  |
| Mazoon Al-Alawi      | 100 m (k)   | 12,58 ·    | 7.         | NQ       | NQ       | NQ       | NQ       | NQ    | NQ      | [ 2 ]  |

### Strzelectwo
| Zawodnik       | Konkurencja | Kwalifikacje | Kwalifikacje | Finał | Finał   | Źródło |
| Zawodnik       | Konkurencja | Wynik        | Pozycja      | Wynik | Pozycja | Źródło |
| -------------- | ----------- | ------------ | ------------ | ----- | ------- | ------ |
| Said Al-Khatri | Trap (m)    | 114          | 30.          | NQ    | NQ      | [ 3 ]  |

### Pływanie
| Zawodnik      | Konkurencja            | Eliminacje | Eliminacje | Półfinał | Półfinał | Finał | Finał | Źródło |
| Zawodnik      | Konkurencja            | Czas       | Poz.       | Czas     | Poz.     | Czas  | Poz.  | Źródło |
| ------------- | ---------------------- | ---------- | ---------- | -------- | -------- | ----- | ----- | ------ |
| Issa Al-Adawi | 100 m st. dowolnym (m) | 53.19      | 70.        | NQ       | NQ       | NQ    | NQ    | [ 4 ]  |